# Wie werde ich Amanda los?
Wie werde ich Amanda los? ist ein deutscher Spielfilm von 1915.

## Handlung
Ursprünglich wollte er Amanda heiraten, aber nun will er die Tochter heiraten. Dabei wird Amanda zu seiner Schwiegermutter.

## Hintergrund
Produziert wurde der Stummfilm von der Firma Otto Grebner Berlin (Nr. 102). Er hatte eine Länge von 1200 Metern, ca. 66 Minuten. in drei Akten. Die Zensur prüfte ihn im Oktober 1915. Zuerst verbot ihn die Polizei Berlin für die Dauer des Krieges (Nr. 15.44), gab ihn aber nach Umarbeitung mit einem Jugendverbot frei (Nr. 15.47). Die Uraufführung war dann im November 1915.